# گریگوری منکیو

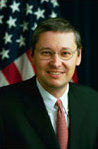
گریگ
منکیو

گریگوری منکیو (به الفبای اوکراینی: Григорій Манків، تلفظ می‌شود: {{|m|æ|n|.|k|ju:}}) (زاده 1958) استاد دانشگاه هاروارد و فارغ‌التحصیل دانشگاه‌های ام‌آی‌تی و پرینستون است. از وی مقالات و کتاب‌های بسیاری در زمینهٔ اقتصاد به چاپ رسیده است و کتاب‌های او از پرفروش‌ترین کتاب‌های درسی در زمینهٔ اقتصاد در دانشگاه‌ها محسوب می‌شوند. او سرپرستی طرح‌های اقتصادی در دانشگاه‌های کمبریج و ماساچوست، و مشاورهٔ بانک مرکزی آمریکا و دفتر بودجهٔ مجلس آمریکا را در کارنامهٔ خود دارد. او همچنین مقاله‌نویس مجلهٔ فرچون است.
کتاب‌های «مبانی اقتصاد»، «نظریهٔ اقتصاد کلان»، «نظریهٔ اقتصاد خرد» و «کلیات علم اقتصاد» از جمله کتاب‌های او هستند که به فارسی نیز ترجمه شده‌اند.

## نظریات و رویکرد علمی
منکیو به خاطر کارهایی که در زمینه تعدیل قیمت‌ها، عوامل تعیین‌کننده هزینه‌های مصرفی، تئوری و بررسی تجربی رشد اقتصادی انجام داده شناخته می‌شود. او یکی از پیشروان مکتب اقتصاد کینزی جدید است.